# 마쓰오카촌 (오이타현)
마쓰오카촌(松岡村)은 오이타현 오이타군에 설치되었던 촌이다. 현재의 오이타시에 해당한다.